# Jacobaea incana
Espèce
Statut de conservation UICN

 LC  : Préoccupation mineure
Jacobaea incana, le Séneçon blanchâtre, est une espèce de plantes à fleurs de la famille des Asteraceae. Elle a longtemps été appelée Senecio incanus.

## Description
Le séneçon blanchâtre est une plante herbacée avec une tige courte, des feuilles minces velues au duvet gris blanc argenté.

## Répartition et habitat
Rochers, pelouses rocailleuses, éboulis sur silice. On la trouve de 1 800 jusqu'à plus de 3 400 mètres.
Nord des Apennins et ouest des Alpes.

## Taxonomie
Le nom correct complet (avec auteur) de ce taxon est Jacobaea incana (L.) Veldkamp.
L'espèce a été initialement classée dans le genre Senecio sous le basionyme Senecio incanus L..
Ce taxon porte en français les noms vernaculaires ou normalisés suivants : génépi jaune, séneçon blanchâtre,.

### Synonymes
Son nom scientifique accepté fut longtemps Senecio incanum L. mais des travaux, notamment ceux de Pelser & Meijden en 2005, tendent à prouver que cette espèce et d'autres font bien partie d'un genre, Jacobaea, distinct de Senecio.
Ainsi, Jacobaea incana a pour synonymes :
- Madaractis incana (L.) Regel
- Senecio corymbosus Dalla Torre
- Senecio incanus f. parviflorus (All.) Hegi
- Senecio incanus subsp. incanus
- Senecio incanus var. incanus
- Senecio incanus var. parviflorus (All.) Gaudin
- Senecio incanus var. parviflorus (All.) Rouy
- Senecio incanus var. pygmaeus Rouy
- Senecio incanus L.
- Senecio laggeri Sch.Bip.
- Senecio laggeri Sch.Bip. ex Nyman
- Senecio leucophyllus subsp. incanus (L.) Bonnier & Layens
- Senecio parviflorus All.

### Sous-espèces
- Jacobaea incana subsp. incana (L.) Veldkamp, 2006 - le séneçon blancâtre
- Jacobaea incana subsp. carniolica (Willd.) B.Nord. & Greuter - le Séneçon de Carniole